# Bolsward
Bolsward  (in frisone Boalsert) è una città dei Paesi Bassi situata nella provincia della Frisia, dal 2011 parte del comune di Súdwest Fryslân.